# Diferenças entre o inglês americano e o britânico

Comparação internacional da ortografia do inglês.

A língua inglesa foi introduzida nas Américas pela colonização britânica das Américas, a partir do final do século XVI e início do século XVII. O idioma também se espalhou para várias outras partes do mundo como resultado do comércio e da colonização britânicos e da expansão do antigo Império Britânico, que, em 1921, incluía de 470 a 570 milhões de pessoas, cerca de um quarto da população mundial. As formas escritas do inglês britânico e americano encontradas em jornais e livros didáticos variam pouco em suas características essenciais, com diferenças perceptíveis apenas ocasionalmente.
Nos últimos 400 anos, as formas do idioma usado nas Américas, especialmente nos Estados Unidos, e do idioma usado no Reino Unido divergiram em alguns aspectos menores, resultando nas versões atualmente chamadas de inglês americano e inglês britânico. As diferenças entre os dois incluem pronúncia, gramática, vocabulário (lexis), ortografia, pontuação, expressões idiomáticas e formatação de datas e números. Entretanto, as diferenças na estrutura gramatical escrita e na maior parte da estrutura gramatical falada tendem a ser muito menores do que em outros aspectos do idioma em termos de inteligibilidade mútua. Algumas palavras têm significados completamente diferentes nas duas versões, são até mesmo desconhecidas, ou não são usadas em uma das versões. Uma contribuição especial para a formalização dessas diferenças foi feita por Noah Webster, que escreveu o primeiro dicionário americano (publicado em 1828) com a intenção de mostrar que as pessoas nos Estados Unidos falavam um dialeto diferente do falado no Reino Unido, muito parecido com um sotaque regional.
Essa divergência entre o inglês americano e o inglês britânico proporciona oportunidades para comentários humorísticos: por exemplo, na ficção, George Bernard Shaw diz que os Estados Unidos e o Reino Unido são "dois países divididos por um idioma comum", e Oscar Wilde diz que "temos realmente tudo em comum com a América hoje em dia, exceto, é claro, o idioma" (O Fantasma de Canterville, 1888). Henry Sweet [en] previu incorretamente em 1877 que, em um século, o inglês americano, o inglês australiano e o inglês britânico seriam mutuamente ininteligíveis (A Handbook of Phonetics). Talvez o aumento da comunicação mundial por meio do rádio, da televisão, da internet e da globalização tenha reduzido a variação regional. Isso pode fazer com que algumas variações sejam extintas (por exemplo, o sistema sem fio sendo progressivamente ultrapassado pelo rádio) ou a aceitação de variações amplas como "inglês perfeitamente correto" em todos os lugares.
Embora o inglês americano e o britânico falados sejam, em geral, mutuamente inteligíveis, há diferenças ocasionais que podem causar constrangimento - por exemplo, no inglês americano, "rubber" é geralmente interpretado como preservativo em vez de borracha (eraser, no inglês americano); e "fanny" no inglês britânico se refere aos órgãos genitais femininos, enquanto no inglês americano é equivalente a "butt" (bunda) ou "ass" (traseiro), "arse" no Reino Unido.

## Derivação de palavras e compostos
- Sufixo direcional -ward(s): britânico: forwards, towards, rightwards, etc.; americano: forward, toward, rightward. Em ambas as variedades, a distribuição varia um pouco: afterwards, towards e backwards não são incomuns nos Estados Unidos, enquanto no Reino Unido upward e rightward são as opções mais comuns, assim como forward, padrão em phrasal verbs como look forward to (estar ansioso para).[5][6][7] As formas com -s podem ser usadas como advérbios (ou preposição, towards), mas raramente como adjetivos: no Reino Unido, como nos Estados Unidos, diz-se "an upward motion" (um movimento para cima). O Oxford English Dictionary, em 1897, sugeriu uma distinção semântica para advérbios, com -wards tendo um sentido direcional mais definido do que -ward. Autoridades posteriores, como Fowler [en], contestaram essa afirmação.

- O inglês americano (AmE) acrescenta livremente o sufixo -s as palavras day, night, evening, weekend, Monday, etc. para formar advérbios que denotam ação repetida ou habitual: I used to stay out evenings (eu costumava ficar fora de casa à noite), the library is closed on Saturdays (a biblioteca fecha aos sábados). Esse uso tem suas raízes no inglês antigo, mas muitas dessas construções agora são consideradas americanas (por exemplo, o OED rotula nights como "agora principalmente coloquial da América do Norte" em construções como to sleep nights, mas to work nights é padrão no inglês britânico).

- No inglês britânico (BrE), o sufixo agentivo -er é comumente anexado a football para se referir a alguém que pratica o esporte (também em cricket, frequentemente em netball, ocasionalmente em basketball e volleyball). O AmE geralmente usa football player (jogador de futebol). Quando o nome do esporte pode ser usado como verbo, a sufixação é padrão em ambas as variedades: por exemplo, golfer, bowler (em boliche e em lawn bowls) e shooter. Às vezes, o AmE parece usar a forma BrE em baller como gíria para um jogador de basquete, como no videogame NBA Ballers [en]. No entanto, isso é derivado do uso da gíria to ball como um verbo que significa jogar basquete.

- Escritores da língua inglesa em todos os lugares ocasionalmente criam novas palavras compostas a partir de frases comuns. Por exemplo, health care (assistência médica) está sendo substituído por healthcare em ambos os lados do Atlântico. No entanto, o AmE criou certas palavras dessa forma que ainda são tratadas como frases no BrE.

- Em substantivos compostos da forma <verbo><substantivo>, às vezes o AmE prefere o infinitivo sem o uso de to, enquanto o BrE prefere o gerúndio. Os exemplos incluem (AmE primeiro): jump rope/skipping rope (pular corda); racecar/racing car (carro de corrida); rowboat/rowing boat (barco a remo); sailboat/sailing boat (barco a vela); file cabinet/filing cabinet (armário de arquivos); dial tone/dialling tone (tom de discagem); drainboard/draining board (tábua de drenagem).

- Em geral, o AmE tem uma tendência a abandonar os sufixos flexionais, preferindo assim as formas cortadas: compare cookbook com cookery book (livro de receitas); Smith, age 40 com Smith, aged 40 (Smith, 40 anos); skim milk com skimmed milk (leite desnatado); dollhouse com dolls' house (casa de bonecas); barber shop com barber's shop (barbearia).[8]

- Atributivos singulares em um país podem ser plurais no outro, e vice-versa. Por exemplo, o Reino Unido usa a expressão drugs problem (problema com drogas), enquanto os Estados Unidos usam drug problem (embora o uso do singular também seja comum no Reino Unido); os americanos leem a seção sports de um jornal, os britânicos têm maior probabilidade de ler a seção sport. No entanto, no BrE maths é singular e, assim como no AmE math, ambos são abreviações de mathematics (matemática).

- Algumas palavras do inglês britânico vêm de raízes francesas, enquanto o inglês americano encontra suas palavras em outros lugares, por exemplo, AmE eggplant e zucchini são aubergine e courgette em BrE.

- Da mesma forma, o inglês americano ocasionalmente substituiu palavras inglesas mais tradicionais por suas equivalentes em espanhol. Isso é especialmente comum em regiões historicamente afetadas pela colonização espanhola (como o sudoeste americano e a Flórida), bem como em outras áreas que, desde então, sofreram forte migração hispânica, como os centros urbanos. Exemplos disso incluem a preferência das mercearias nos EUA por nomes em espanhol, como cilantro e manzanilla em vez de coriander e camomile, respectivamente.

## Vocabulário
A familiaridade dos falantes com palavras e frases de diferentes regiões varia, e a dificuldade de discernir uma definição desconhecida também depende do contexto e do termo. À medida que as expressões se espalham com a globalização da telecomunicação, elas são frequentemente, mas nem sempre, reconhecidas como estranhas ao dialeto do falante, e as palavras de outros dialetos podem carregar conotações relacionadas a registro, status social, origem e inteligência.

### Palavras e frases com significados diferentes
Palavras como bill e biscuit são usadas regularmente no AmE e no BrE, mas podem ter significados diferentes em cada forma.  A palavra "bill" tem vários significados, a maioria dos quais é compartilhada entre o AmE e o BrE. Entretanto, no AmE, "bill" geralmente se refere a um pedaço de papel-moeda (como em "dollar bill", nota de Dólar), que no BrE é mais comumente chamado de note. No AmE, a palavra também pode se referir à viseira de um boné, embora isso não seja comum. No AmE, um biscuit (do francês "que foi assado duas vezes", como em biscotto) é um produto macio e pronto que é conhecido no BrE como scone ou um biscoito particularmente duro e doce. Enquanto isso, biscuit no BrE incorpora tanto os biscoitos de sobremesa quanto os cookies do AmE (do holandês little cake, bolinho).
Conforme relatado por Winston Churchill, os significados opostos do verbo to table criaram um mal-entendido durante uma reunião das forças aliadas. No BrE, to table um assunto em pauta significa abri-lo para discussão, enquanto no AmE significa removê-lo da discussão ou, às vezes, suspender ou adiar a discussão, por exemplo: Let's table that topic for later (Vamos deixar esse tópico para depois).
A palavra "football" no BrE refere-se ao futebol, também conhecido como soccer. No AmE, football significa futebol americano. O termo padrão do AmE, soccer, uma contração de association (football), é, na verdade, de origem britânica, derivado da formalização de diferentes códigos de futebol no século XIX, e era um uso bastante comum (possivelmente marcado pela classe) no BrE até relativamente pouco tempo atrás; ultimamente, passou a ser visto como um americanismo. Em contextos não americanos e não canadenses, especialmente em notícias esportivas de fora dos Estados Unidos e do Canadá, agências de notícias e organizações de mídia americanas (ou filiais americanas de estrangeiras) também usam football ao invés de soccer, especialmente em citações diretas.
Da mesma forma, a palavra hockey no BrE refere-se a hóquei em campo e no AmE, esta significa hóquei no gelo.
As palavras com significados completamente diferentes são relativamente poucas; na maioria das vezes, há palavras com um ou mais significados compartilhados e um ou mais significados exclusivos de uma variedade (por exemplo, bathroom e toilet); ou palavras cujos significados são, na verdade, comuns ao BrE e ao AmE, mas que apresentam diferenças de frequência, conotação ou denotação (por exemplo, smart, clever, mad).
Algumas diferenças de uso e significado podem causar confusão ou constrangimento. Por exemplo, a palavra fanny é uma gíria para vulva no BrE, mas significa nádegas no AmE. A frase do AmE fanny pack é bum bag no BrE. No AmE, a palavra pissed significa estar irritado ou com raiva, ao passo que no BrE é uma palavra grosseira para estar bêbado (em ambas as variedades, pissed off significa irritado).
Da mesma forma, no AmE, a palavra pants (calças) é a palavra comum para o BrE trousers, já knickers refere-se a uma variedade de calças de meio comprimento (embora a maioria dos usuários do AmE usaria o termo "shorts" em vez de knickers), enquanto a maioria dos falantes do BrE entenderia pants como underpants (roupas íntimas) e knickers como female underpants (roupas íntimas femininas).
Às vezes, a confusão é mais sutil. No AmE, a palavra quite usada como qualificador é geralmente um reforço, embora seja um tanto incomum no uso coloquial americano atual e carregue um ar de formalidade: por exemplo, "I'm quite hungry" (estou com muita fome) é uma maneira muito educada de dizer "I'm very hungry". No BrE, quite (que é muito mais comum na conversação) pode ter esse significado, como em "quite right" (muito certo) ou "quite mad" (muito louco), mas comumente significa "somewhat" (um pouco), de modo que no BrE "I'm quite hungry" pode significar "I'm somewhat hungry" (estou com um pouco de fome). Essa divergência de uso pode levar a mal-entendidos.

### Termos diferentes em dialetos diferentes
A maioria dos falantes de inglês americano conhece alguns termos exclusivamente britânicos. Em geral, é muito fácil adivinhar o significado de algumas palavras, como BrE "driving licence" (carteira de motorista), cujo equivalente em AmE é "driver's license". No entanto, o uso de muitas outras palavras britânicas, como naff (gíria, mas comumente usada para significar "não muito bom"), é incomum no inglês americano.
Os falantes de BrE geralmente acham fácil entender a maioria dos termos comuns do AmE, como "sidewalk (pavement or footpath)", "gas (gasoline/petrol)", "counterclockwise (anticlockwise)" ou "elevator (lift)", graças, em grande parte, à considerável exposição à cultura popular e à literatura americanas. Termos ouvidos com menos frequência, especialmente quando raros ou ausentes na cultura popular americana, como "copacetic" (muito satisfatório), provavelmente não serão compreendidos pela maioria dos falantes de BrE.
Outros exemplos:
- No Reino Unido, a palavra whilst é comumente usada como uma conjunção (como uma alternativa a while (enquanto), especialmente predominante em alguns dialetos). Whilst tende a aparecer em sentidos não temporais, como quando usada para apontar um contraste. No AmE, while é usado em ambos os contextos,[13] sendo whilst muito mais incomum. Outras palavras com a terminação -st também são encontradas tanto no AmE quanto no BrE, apesar de serem antiquadas ou uma afetação (por exemplo, unbeknownst, midst). Historicamente, a palavra against (contra) também se enquadra nessa categoria e é padrão em ambas as variedades.

- No Reino Unido, em geral, o uso de "fall" para significar "autumn" é obsoleto. Embora seja encontrado com frequência na literatura elizabetana até a literatura vitoriana, o uso sazonal de fall permanece facilmente compreensível para os falantes do BrE somente porque é tão comumente usado dessa forma nos EUA.[14]

- No Reino Unido, o termo "period" para "full stop" não é usado; no AmE, o termo "full stop" (ponto final) é raramente, ou nunca, usado para o sinal de pontuação e geralmente não é entendido de forma alguma. Por exemplo, o primeiro-ministro britânico Tony Blair disse: "Terrorism is wrong, full stop" (O terrorismo é errado, ponto final), enquanto que no AmE a frase equivalente é "Terrorism is wrong, period".[15] O uso de period como uma interjeição que significa "e nada mais, fim da discussão" está começando a ser usado no inglês britânico coloquial, embora às vezes sem referência consciente à pontuação.

- Nos EUA, a palavra line é usada para se referir a uma fila de pessoas, veículos ou outros objetos, enquanto no Reino Unido queue se refere a esse significado. Nos EUA, "queue" é comumente usada para se referir ao sentido computacional de uma estrutura de dados na qual os objetos são adicionados a uma extremidade e removidos da outra. Nos EUA, os termos equivalentes a "queue up" (fazer fila) e "wait in queue" (esperar na fila) são "line up" ou "get in line" e "wait in line". O termo equivalente a "jumping the queue" (furar a fila) é "cutting in line".[16]

| Inglês britânico                       | Inglês americano           | Equivalência em português |
| -------------------------------------- | -------------------------- | ------------------------- |
| maths                                  | math                       | matemática                |
| post                                   | mail                       | correio                   |
| trapezium                              | trapezoid                  | trapézio                  |
| aluminium                              | aluminum                   | alumínio                  |
| football                               | soccer                     | futebol                   |
| quid (gíria para uma ou várias libras) | buck (gíria para um dólar) | trocado (gíria)           |

### Saudações festivas
É cada vez mais comum os americanos dizerem "Happy holidays" (Boas festas), referindo-se a todos ou, pelo menos, a vários feriados de inverno (no hemisfério norte) ou de verão (no hemisfério sul) (Natal, Hanukkah, Kwanzaa etc.), especialmente quando não se conhecem as observâncias religiosas, mas a frase raramente é ouvida no Reino Unido. No Reino Unido, as expressões "holiday season" (temporada de férias) e "holiday period" (período de férias) se referem ao período do verão em que a maioria das pessoas tira férias do trabalho e viaja. O AmE não usa "holiday" (férias) nesse sentido, mas sim "vacation" para excursões recreativas.
No AmE, a saudação de Natal predominante é "Merry Christmas" (Feliz Natal), que é a saudação tradicional de Natal em inglês, como encontrada na canção de Natal inglesa "We Wish You a Merry Christmas", e que aparece várias vezes em "A Christmas Carol" de Charles Dickens. No BrE, "Happy Christmas" é uma alternativa comum a "Merry Christmas".

### Diferenças idiossincráticas

#### Omissão de "and" e "on"
Em geral, no inglês britânico, os números com valor acima de cem têm a palavra "and" inserida antes dos dois últimos dígitos. Por exemplo, o número 115, quando escrito em palavras ou falado em voz alta, seria "One hundred and fifteen", em inglês britânico. No inglês americano, os números são normalmente ditos ou escritos em palavras da mesma forma, mas se a palavra "and" for omitida (one hundred fifteen) também é considerado aceitável, enquanto no BrE isso seria considerado gramaticalmente incorreto.
Da mesma forma, nos EUA, a palavra "on" pode ser omitida ao se referir a eventos que ocorrem em um determinado dia da semana. A possibilidade americana "The Cowboys won the game Saturday" (Os Cowboys venceram o jogo no sábado) teria o equivalente no Reino Unido a "Sheffield United won the match on Saturday" (O Sheffield United venceu o jogo no sábado).

#### Figuras do discurso
Tanto o BrE quanto o AmE usam a expressão "I couldn't care less", para significar que o falante não se importa nem um pouco. Alguns americanos usam "I could care less" para significar a mesma coisa. Essa variante é frequentemente considerada inadequada, já que o significado literal das palavras é que o falante "se importa" até certo ponto.
Em ambos os lugares, dizer "I don't mind" (não me importo) geralmente leva o sentido de "não estou incomodado" (por exemplo, pelo fato de alguém fumar), enquanto "I don't care" tem uma conotação de "O assunto é irrelevante ou chato". Entretanto, ao responder a uma pergunta como "Tea or coffee?" (Chá ou café?), se qualquer uma das alternativas for igualmente aceitável, um americano pode responder "I don't care", enquanto um britânico pode responder "I don't mind". Ambas podem soar estranhas, confusas ou rudes para quem está acostumado com a outra variante.
"To be all set" tanto no BrE quanto no AmE pode significar "estar preparado ou pronto", embora pareça ser mais comum no AmE. Também pode ter um significado adicional no AmE de "estar terminado ou pronto", por exemplo, um cliente em um restaurante dizendo ao garçom "I'm all set. I'll take the check" (Já acabei, aceito a conta).

#### Expressões idiomáticas equivalentes
Várias expressões idiomáticas em inglês que têm essencialmente o mesmo significado apresentam diferenças lexicais entre a versão britânica e a americanam, por exemplo:
| Inglês britânico | Inglês americano                                                      | Equivalência em português                                      |
| --- | --------------------------------------------------------------------- | -------------------------------------------------------------- |
| not touch something with a bargepole                                                                                      | not touch something with a ten-foot pole                              | não querer se arriscar ou se envolver em algo                  |
| sweep under the carpet | sweep under the rug*                                                  | varrer para debaixo do tapete                                  |
| touch wood | knock on wood                                                         | bater na madeira (para evitar má sorte)                        |
| (can't) see the wood for the trees                                                                                        | (can't) see the forest for the trees                                  | estar focado em detalhes e não ver o todo                      |
| put a spanner in the works                                                                                                | throw a (monkey) wrench in(to) (a situation)                          | estragar tudo, jogar um balde de água fria                     |
| to put (ou stick) your oar in mas it won't make a ha'porth of difference to put your two penn'orth (ou tuppence worth) in | to put your two cents (ou two cents' worth) in                        | dar sua opinião em um determinado assunto                      |
| skeleton in the cupboard                                                                                                  | skeleton in the closet                                                | segredo obscuro, fantasma do passado                           |
| a home from home | a home away from home                                                 | uma casa longe de casa, lugar confortável                      |
| to blow one's own trumpet                                                                                                 | to blow (ou toot) one's own horn                                      | vangloriar-se, contar vantagem                                 |
| a drop in the ocean | a drop in the bucket                                                  | nada, muito pouco                                              |
| flogging a dead horse | beating a dead horse                                                  | chutar cachorro morto, chover no molhado, bater na mesma tecla |
| haven't (got) a clue | don't have a clue or have no clue (A forma britânica também é aceita) | não fazer ideia, não ter a mínima ideia                        |
| couldn't care less | could care less ou couldn't care less                                 | não dar a mínima, não estar nem aí                             |
| a new lease of life | a new lease on life                                                   | uma nova vida, entusiasmo renovado                             |
| lie of the land ou lay of the land                                                                                        | lay of the land                                                       | reconhecer o terreno, saber o chão que pisa                    |
| take it with a pinch of salt                                                                                              | take it with a grain of salt                                          | ficar com um pé-atrás, não acreditar completamente             |
| a storm in a teacup | a tempest in a teapot (raro)                                          | tempestade em copo d'água                                      |
| out of order | out of line                                                           | desalinhado, fora dos limites                                  |
| slowcoach | slowpoke                                                              | lerdo, molenga                                                 |

*Nos EUA, "carpet" normalmente se refere a um carpete ajustado, e não a um tapete.

### Diferenças sociais e culturais
Itens lexicais que refletem um desenvolvimento social e cultural distinto.

#### Escola primária e secundária
| Faixa etária (anos) | Inglês britânico                                                  | Inglês britânico                                                  | Inglês britânico                                                  | Inglês americano                    | Inglês americano           |
| Faixa etária (anos) | Nome                                                              | Nome alternativo/antigo                                           | Programa de estudos                                               | Nome                                | Nome alternativo           |
| ------------------- | ----------------------------------------------------------------- | ----------------------------------------------------------------- | ----------------------------------------------------------------- | ----------------------------------- | -------------------------- |
| 1–4                 | Educação infantil (opcional)                                      | Educação infantil (opcional)                                      | Educação infantil (opcional)                                      |                                     |                            |
| 1–4                 | Nursery                                                           | Playgroup                                                         | Foundation Stage 1                                                | Daycare                             |                            |
| 3–5                 | Primary school (Escola primária)                                  | Primary school (Escola primária)                                  | Primary school (Escola primária)                                  |                                     |                            |
| 3–5                 | Reception                                                         | Infants reception                                                 | Foundation Stage 2                                                | Preschool                           | Pre-K                      |
| 5–6                 | Year 1                                                            | Infants year 1                                                    | Key Stage 1                                                       | Kindergarten                        |                            |
| 5–6                 | Year 1                                                            | Infants year 1                                                    | Key Stage 1                                                       | Elementary school (Escola primária) |                            |
| 6–7                 | Year 2                                                            | Infants year 2                                                    | Key Stage 1                                                       | 1st grade                           |                            |
| 7–8                 | Year 3                                                            | First year Junior                                                 | Key Stage 2                                                       | 2nd grade                           |                            |
| 8–9                 | Year 4                                                            | Second year junior                                                | Key Stage 2                                                       | 3rd grade                           |                            |
| 9–10                | Year 5                                                            | Third year junior                                                 | Key Stage 2                                                       | 4th grade                           |                            |
| 10–11               | Year 6                                                            | Fourth year junior                                                | Key Stage 2                                                       | 5th grade                           |                            |
| 11–12               | Secondary school / High school (Escola secundária / Ensino médio) | Secondary school / High school (Escola secundária / Ensino médio) | Secondary school / High school (Escola secundária / Ensino médio) | Middle school (Escola secundária)   | Junior high school         |
| 11–12               | Year 7                                                            | First form                                                        | Key Stage 3                                                       | 6th grade                           |                            |
| 12–13               | Year 8                                                            | Second form                                                       | Key Stage 3                                                       | 7th grade                           |                            |
| 13–14               | Year 9                                                            | Third form                                                        | Key Stage 3                                                       | 8th grade                           |                            |
| 14–15               | Year 10                                                           | Fourth form                                                       | Key Stage 4, GCSE                                                 | High school (Ensino médio)          | High school (Ensino médio) |
| 14–15               | Year 10                                                           | Fourth form                                                       | Key Stage 4, GCSE                                                 | 9th grade                           | Freshman year              |
| 15–16               | Year 11                                                           | Fifth form                                                        | Key Stage 4, GCSE                                                 | 10th grade                          | Sophomore year             |
| 16–17               | Sixth form / FE College (Faculdade de educação continuada)        | Sixth form / FE College (Faculdade de educação continuada)        | Sixth form / FE College (Faculdade de educação continuada)        | 11th grade                          | Junior year                |
| 16–17               | Year 12                                                           | Lower sixth (primeiro ano)                                        | Key Stage 5, A level                                              | 11th grade                          | Junior year                |
| 17–18               | Year 13                                                           | Upper sixth (segundo ano)                                         | Key Stage 5, A level                                              | 12th grade                          | Senior year                |

Os EUA têm um sistema de termos mais uniforme em nível nacional do que o Reino Unido, onde a terminologia e a estrutura variam entre os países constituintes, mas a divisão por séries varia um pouco entre os estados e até mesmo entre os distritos escolares locais. Por exemplo, o "elementary school" geralmente inclui o jardim de infância e pode incluir a sexta série, sendo que o "middle school" inclui apenas duas séries ou se estende até a nona série.
No Reino Unido, o equivalente norte-americano de uma "high school" é geralmente chamado de "secondary school", independentemente de ser financiada pelo Estado ou privada. A educação secundária dos EUA também inclui a "middle school" ou "junior high school", uma escola de transição de dois ou três anos entre o ensino fundamental e o ensino médio. No Reino Unido, o termo "middle school" às vezes é usado como sinônimo de "junior school", que abrange a segunda metade do currículo do ensino fundamental, atualmente os anos quatro a seis em algumas áreas. Entretanto, em Dorset (sul da Inglaterra), o termo é usado para descrever a segunda escola no sistema de três níveis, que normalmente vai do 5º ao 8º ano. Em outras regiões, como Evesham [en] e a área circundante em Worcestershire, a segunda camada vai do sexto ao oitavo ano, e ambos começam a escola secundária no nono ano. Em Kirklees [en], West Yorkshire, nos vilarejos de Dearne Valley [en], há um sistema de três níveis: as primeiras escolas vão do ano de recepção ao quinto ano, o ensino médio (Scissett/Kirkburton Middle School) vai do sexto ao oitavo ano e o ensino médio vai do nono ao 13º ano.
Uma "public school" (escola pública) tem significados opostos nos dois países. Em inglês americano, trata-se de uma instituição de propriedade do governo aberta a todos os alunos, mantida por financiamento público. O uso do termo no inglês britânico está no contexto da educação "particular": ser educado em particular com um tutor. Na Inglaterra e no País de Gales, o termo se refere estritamente a um grupo indefinido de escolas de prestígio (private independent schools) financiadas pelas mensalidades dos alunos, embora muitas vezes seja usado de forma mais vaga para se referir a qualquer escola independente. As escolas independentes também são conhecidas como "private schools" (escolas particulares), e este último é o termo usado na Escócia e na Irlanda do Norte para todas essas escolas financiadas por taxas. A rigor, o termo "public school" não é usado na Escócia e na Irlanda do Norte no mesmo sentido que na Inglaterra, mas Gordonstoun, a escola particular escocesa, às vezes é chamada de "public school", assim como algumas outras escolas particulares escocesas. As escolas financiadas pelo governo na Escócia e na Irlanda do Norte são corretamente chamadas de "state schools" (escolas estaduais), mas às vezes são confusamente chamadas de "public schools" (com o mesmo significado que nos EUA) e, nos EUA, onde a maioria das escolas públicas é administrada pelos governos locais, uma "state school" normalmente se refere ao "State university system" (sistema universitário estadual [en]), uma faculdade ou universidade administrada por um dos estados americanos.
Os falantes dos Estados Unidos e do Reino Unido usam vários termos adicionais para tipos específicos de escola secundária. Uma prep school ou preparatory school dos EUA é uma escola independente financiada por mensalidades; o mesmo termo é usado no Reino Unido para uma escola particular [en] para alunos com menos de 13 anos, destinada a prepará-los para escolas públicas pagas. Nos Estados Unidos, as "Catholic schools [en]" cobrem os custos por meio de mensalidades e têm afiliação com uma instituição religiosa, geralmente uma igreja ou diocese católica. Na Inglaterra, onde o sistema educacional financiado pelo Estado cresceu a partir de escolas paroquiais organizadas pela igreja local, a Igreja da Inglaterra (C of E ou CE), muitas escolas, especialmente as de ensino fundamental (até os 11 anos), mantêm uma conexão com a igreja e são conhecidas como church schools, CE schools ou CE (aided) schools. Há também "escolas religiosas" associadas à Igreja Católica Romana e a outras religiões importantes, com uma mistura de arranjos de financiamento. Na Escócia, as escolas católicas são geralmente operadas como escolas estaduais financiadas pelo governo para as comunidades católicas, especialmente em grandes cidades como Glasgow.
Nos EUA, uma magnet school (escola-ímã [en]) recebe financiamento do governo e tem requisitos especiais de admissão: em alguns casos, os alunos são admitidos por meio de desempenho superior nos testes de admissão, enquanto outras escolas-ímã admitem alunos por meio de sorteio. O Reino Unido tem city academies, que são escolas independentes patrocinadas pelo setor privado, administradas com financiamento público e que podem selecionar até 10% dos alunos por aptidão. Além disso, no Reino Unido, 36 autoridades educacionais locais permanecem com a seleção por aptidão aos 11 anos. Elas mantêm grammar schools  (escolas secundárias financiadas pelo Estado), que admitem alunos de acordo com o desempenho em um exame (conhecido como 11+) e escolas abrangentes que aceitam alunos de todas as habilidades. As grammar schools selecionam os alunos com melhor desempenho acadêmico entre 10% e 23% dos que fazem o exame. Os alunos reprovados no exame vão para uma escola secundária moderna, às vezes chamada de "high school" ou, cada vez mais, de "academy". Em áreas onde não há grammar schools, as escolas abrangentes também podem se chamar high schools ou academies. Em nível nacional, apenas 6% dos alunos frequentam grammar schools, principalmente em quatro condados distintos. Algumas escolas particulares são chamadas de "grammar schools", principalmente aquelas que já eram escolas de gramática muito antes do advento da educação pública.

##### Universidade
No Reino Unido, diz-se que um estudante universitário "study", "read" ou, informalmente, simplesmente "do"uma matéria. No passado recente, a expressão "to read a subject" (ler uma matéria) era mais comum nas universidades mais antigas, como Oxford e Cambridge. Nos EUA, um aluno "studies" (estuda) ou "majors in" (se especializa) em uma matéria (embora o termo "major", "concentration" ou, menos comumente, "emphasis" de um aluno também seja usado em faculdades ou universidades dos EUA para se referir à matéria principal de estudo). "To major in" refere-se ao curso principal de estudo do aluno, já "to study" pode se referir a qualquer aula que esteja sendo feita. frase "ela estudou biologia em Cambridge" no BrE tem três possibilidades:

"She read biology at Cambridge."
"She studied biology at Cambridge."
"She did biology at Cambridge." (informal)
Já no AmE, para "ela estudou biologia em Harvard", temos:

"She majored in biology at Harvard."
"She studied biology at Harvard."
"She concentrated in biology at Harvard."
Em nível universitário no BrE, cada "module" (módulo) é ensinado ou facilitado por um "lecturer" (professor) ou "tutor". "Professor" é o título de trabalho de um senior academic (no AmE, em algumas universidades, o equivalente ao lecturer do BrE é instructor, especialmente quando o professor tem um grau menor ou não tem diploma universitário, embora o uso possa se tornar confuso dependendo se a matéria que está sendo ensinada é considerada técnica ou não; também é diferente de adjunct instructor/professor). No AmE, cada "class é geralmente ministrada por um "professor" (embora algumas instituições de ensino superior dos EUA sigam o uso do BrE), enquanto o cargo de "lecturer" é ocasionalmente atribuído a indivíduos contratados temporariamente para ministrar uma ou mais aulas e que podem ou não ter um diploma de doutorado.
A palavra "course" (curso) no uso americano geralmente se refere ao estudo de um tópico restrito ou assunto individual, como, por exemplo, "a course in Early Medieval England" (um curso no início da Idade Média na Inglaterra), "a course in integral calculus" (um curso de cálculo integral) em um período limitado de tempo (como um semestre ou período letivo) e é equivalente a um "module" (módulo) ou, às vezes, "unit" (unidade) em uma universidade britânica. No Reino Unido, um "course of study" (curso de estudo) ou simplesmente "course" provavelmente se refere a todo o programa de estudo, que pode se estender por vários anos e ser composto por qualquer número de "modules", portanto, também é praticamente sinônimo de um programa de graduação. Existem algumas exceções específicas a cada universidade: por exemplo, na Universidade de Cambridge a palavra "paper" é usada para se referir a um módulo, enquanto todo o curso de estudo é chamado de "tripos".
Uma "dissertation" (dissertação) no AmE refere-se ao produto final escrito por um estudante de doutorado para cumprir os requisitos desse programa.  No BrE, a mesma palavra se refere ao produto final escrito de um aluno em um programa de graduação ou de mestrado.  Uma dissertação no sentido do AmE seria uma tese no BrE, embora dissertation também seja usada.
Outra fonte de confusão é o uso diferente da palavra college. Veja uma discussão internacional completa sobre os vários significados em colégio. Nos Estados Unidos, refere-se a uma instituição pós-ensino médio que concede diplomas de associado ou de bacharel e, no Reino Unido, refere-se a qualquer instituição pós-secundária que não seja uma universidade (incluindo "sixth form college" após o nome na educação secundária para os anos 12 e 13, o "sixth form"), onde cursos intermediários, como o A levels ou NVQs [en], podem ser feitos e os cursos do GCSE podem ser retomados. College pode, às vezes, ser usado no Reino Unido ou em países da Commonwealth como parte do nome de uma escola secundária ou de ensino médio por exemplo, Dubai College [en]. No caso das universidades de Oxford, Cambridge, Aberdeen, London, Lancaster, Durham, Kent e York, todos os membros também são membros de uma faculdade que faz parte da universidade, por exemplo, um é membro do King's College, Cambridge e, portanto, da universidade.
Tanto nos EUA quanto no Reino Unido, "college" pode se referir a alguma divisão dentro de uma universidade que inclua departamentos acadêmicos relacionados, como a "college of business and economics" (faculdade de administração e economia), embora no Reino Unido "faculty" seja usado com mais frequência. Nos EUA, as instituições que oferecem de dois a quatro anos de educação pós-ensino médio geralmente têm a palavra "college" como parte de seu nome, enquanto as que oferecem cursos mais avançados são chamadas de "university". (Há exceções: A Boston College, a Dartmouth College e a College of William & Mary são exemplos de faculdades que oferecem graus avançados, enquanto a Vincennes University [en] é um exemplo incomum de universidade que oferece apenas graus de associado na grande maioria de seus programas acadêmicos). Os estudantes americanos que buscam um "bachelor's degree" (quatro anos de educação superior) ou um "associate degree" (dois anos de educação superior) são "college students" independentemente de frequentarem uma faculdade ou uma universidade e se referem às suas instituições educacionais informalmente como "colleges". Um aluno que faz mestrado ou doutorado em artes e ciências é, no AmE, um "graduate student", já no BrE, um "postgraduate student", embora "graduate student" também seja usado às vezes. Os alunos de programas profissionais avançados são conhecidos por sua área ("business student", "law student", "medical student"). Algumas universidades também têm um sistema de residential college, cujos detalhes podem variar, mas geralmente envolvem espaços comuns de convivência e alimentação, bem como atividades organizadas pela faculdade. No entanto, quando se trata do nível de educação, o AmE geralmente usa a palavra "college" (por exemplo, "indo para a/fazendo faculdade" como going to college), enquanto o BrE geralmente usa a palavra "university" (por exemplo, going to university), independentemente da designação/status oficial da instituição em ambos os países.
No contexto do ensino superior, a palavra "school" é usada de forma ligeiramente diferente no BrE e no AmE.  No BrE, com exceção da Universidade de Londres, a palavra school é usada para se referir a um departamento acadêmico de uma universidade. No AmE, a mesma palavra é usada para se referir a um conjunto de departamentos acadêmicos relacionados e é dirigida por um reitor. Quando se refere a uma divisão de uma universidade, school é praticamente sinônimo de college.
"Professor" tem significados diferentes no BrE e no AmE. No BrE, é a mais alta classificação acadêmica [en], seguida por reader, senior lecturer e lecturer. No AmE, "professor" se refere à equipe acadêmica de todos os níveis, com professor (pleno) (amplamente equivalente ao significado no Reino Unido) seguido por professor associado e professor assistente.
Tradicionalmente, "tuition" tem um significado diferente em cada variação. No BrE, é o conteúdo educacional transferido do professor para o aluno em uma universidade. No AmE, é o dinheiro (taxas) pago para receber essa educação.

##### Termos gerais
Tanto nos EUA quanto no Reino Unido, um aluno "takes an exam" (faz um exame), mas no BrE também se pode dizer que um aluno "sit an exam". Ao se prepararem para um exame, os alunos "revise" (BrE)/"review" (AmE) o que estudaram; a expressão idiomática do BrE "to revise for" (revisar para) tem o equivalente "to review for" no AmE.Os exames são supervisionados por "invigilators" no Reino Unido e "proctors" (ou "supervisors") nos EUA (um "proctor" no Reino Unido é um funcionário responsável pela disciplina dos alunos na Universidade de Oxford ou Cambridge). No Reino Unido, o professor primeiro define (sets) e depois administra (administers) o exame, enquanto nos EUA, o professor primeiro escreve (writes), faz (makes), prepara (prepares) etc. e depois aplica (gives) o exame. Com o mesmo significado básico da última ideia, mas com uma conotação mais formal ou oficial, um professor nos EUA também pode "administer" ou "proctor" um exame.rE:

"I sat my Spanish exam yesterday." (Fiz meu exame de espanhol ontem) 
"I plan to set a difficult exam for my students, but it isn't ready yet." (Planejo definir um exame difícil para meus alunos, mas ele ainda não está pronto)
AmE:

"I took my exams at Yale." (Fiz meus exames em Yale)
"I spent the entire day yesterday writing the exam. I'm almost ready to give it to my students." (Ontem, passei o dia inteiro elaborando o exame. Estou quase pronto para entregá-lo aos meus alunos)
No BrE, os alunos recebem marks (notas) como crédito pelos deveres (por exemplo, testes, projetos), enquanto no AmE, os alunos recebem points ou "grades" pelos mesmos. Da mesma forma, no BrE, o trabalho de um candidato é marked, enquanto no AmE diz-se que ele é graded para determinar a nota ou o grau que é dado.
Além disso, há uma diferença entre o uso americano e britânico da palavra school. No uso britânico, school por si só se refere apenas às escolas primárias (elementary) e secundárias (high) e às "sixth forms" ligadas às escolas secundárias - se alguém goes to school (vai à escola), esse tipo de instituição está implícita. Por outro lado, um estudante americano em uma universidade pode estar in/at school, coming/going to school, etc. Os estudantes de direito e os estudantes de medicina dos EUA e da Grã-Bretanha costumam falar em ir para a law school e para a medical school, respectivamente. No entanto, a palavra school é usada no BrE no contexto do ensino superior para descrever uma divisão que agrupa várias disciplinas relacionadas em uma universidade, por exemplo, uma School of European Languages (faculdade de idiomas europeus) contendo departments (departamentos) para cada idioma e também no termo art school (faculdade de artes). É também o nome de algumas das faculdades constituintes da Universidade de Londres, por exemplo, School of Oriental and African Studies, London School of Economics.
Entre os alunos do ensino médio e superior nos Estados Unidos, as palavras freshman (ou os termos de gênero neutro first year ou, às vezes, freshie), sophomore, junior e senior referem-se ao primeiro, segundo, terceiro e quarto anos, respectivamente. É importante que o contexto do ensino médio ou da faculdade seja estabelecido primeiro ou então deve ser declarado diretamente, ou seja, She is a high-school freshman (Ela é uma caloura do ensino médio) ou He is a college junior (Ele está no terceiro ano da faculdade). Muitos institutos em ambos os países também usam o termo first-year como substituto neutro de gênero para freshman, embora nos EUA esse uso seja recente, pois antes se referia apenas àqueles que estavam no primeiro ano como estudantes de pós-graduação. Uma exceção é a University of Virginia: desde sua fundação em 1819, os termos first-year (primeiro ano), second-year (segundo ano), third-year (terceiro ano) e fourth-year (quarto ano) são usados para descrever os alunos de graduação da universidade. Nas academias de serviço dos Estados Unidos [en], pelo menos naquelas operadas diretamente pelo governo federal, é usada uma terminologia diferente, a saber, fourth class, third class, second class e first class (a ordem de numeração é inversa ao número de anos de frequência). No Reino Unido, os alunos do primeiro ano da universidade às vezes são chamados de freshers no início do ano acadêmico. No entanto, não há nomes específicos para os alunos dos outros anos nem para os alunos da escola. Nos Estados Unidos, os alunos de pós-graduação e profissionais são conhecidos por seu ano de estudo, como second-year medical student (estudante de medicina do segundo ano) ou fifth-year doctoral candidate (doutorando do quinto ano). Os estudantes de direito são frequentemente chamados de "1L", "2L" ou "3L" em vez de estudantes de direito de um determinado ano; da mesma forma, os estudantes de medicina são frequentemente chamados de "M1", "M2", "M3" ou "M4".
Enquanto nos EUA qualquer pessoa que termine de estudar em qualquer instituição de ensino e seja aprovada em exames relevantes é considerada graduate (graduada), no Reino Unido somente os alunos de graduação e de nível superior podem ser graduate. O termo student tem um significado mais amplo no AmE, significando qualquer pessoa de qualquer idade que esteja estudando qualquer assunto em qualquer nível, incluindo aqueles que não estão estudando em uma instituição de ensino, como um piano student (estudante de piano) que tem aulas particulares em casa, enquanto no BrE ele tende a ser usado para pessoas que estudam em uma instituição de ensino pós-secundário e o termo pupil é mais amplamente usado para um jovem no ensino fundamental ou médio, embora o uso de student para alunos do ensino médio no Reino Unido seja cada vez mais usado, especialmente para o sixth form (12º e 13º anos).
Os nomes das instituições individuais podem causar confusão. Há várias escolas de ensino médio com a palavra university (universidade) em seus nomes nos Estados Unidos que não são afiliadas a nenhuma instituição pós-secundária e não podem conceder diplomas, e há uma escola pública de ensino médio, a Central High School of Philadelphia [en], que concede diplomas de bacharel aos dez por cento melhores alunos do último ano. As escolas secundárias britânicas ocasionalmente têm a palavra college (faculdade) em seus nomes.
Quando se trata do processo de admissão, os candidatos geralmente são orientados a solicitar letters of reference ou reference forms (cartas/formulários de referência) de pessoas indicadas em BrE. No AmE, essas cartas são chamadas de letters of recommendation ou recommendation forms. Consequentemente, os autores dessas cartas são conhecidos como referees e recommenders, respectivamente por país. No AmE, a palavra referee é quase sempre entendida como referência a um árbitro de uma partida esportiva.
No contexto da educação, para o AmE, a palavra staff refere-se principalmente aos funcionários da escola que não são administradores nem têm carga horária de ensino ou responsabilidades acadêmicas, os funcionários que têm responsabilidades acadêmicas são chamados de membros do faculty (corpo docente) da instituição. No BrE, a palavra staff refere-se a funcionários acadêmicos e não acadêmicos da escola. Conforme mencionado anteriormente, o termo faculty no BrE refere-se mais a um conjunto de departamentos acadêmicos relacionados.

#### Governo e política
No Reino Unido, paa dizer que os candidatos políticos concorrem a uma eleição ou cargo, diz-se stand for election, enquanto nos EUA, o termo comum érun for office. Não há praticamente nenhum cruzamento entre o BrE e o AmE no uso desses termos.  Além disso, o documento que contém as posições/princípios de um partido é chamado de party platform no AmE, enquanto é comumente conhecido como party manifesto no BrE. (No AmE, o uso do termo manifesto pode indicar que o partido é uma organização extremista ou radical). O termo general election é usado de forma ligeiramente diferente no inglês britânico e americano. No BrE, ele se refere exclusivamente a uma eleição parlamentar nacional e é diferenciado de eleições locais (prefeituras e conselhos) e by-elections (eleições parciais [en]); enquanto que no AmE, ele se refere a uma eleição final para qualquer cargo governamental nos EUA, onde o termo é diferenciado do termo primary (uma eleição que determina o candidato de um partido para o cargo em questão). Além disso, uma by-election no BrE é chamada de special election no AmE.
No AmE, os termos swing state, swing county, swing district são usados para indicar uma jurisdição/constituição em que se espera que os resultados sejam próximos, mas cruciais para o resultado geral da eleição geral. No BrE, o termo marginal constituency é usado com mais frequência para o mesmo e swing é mais comumente usado para se referir ao quanto um partido ganhou ou perdeu uma vantagem sobre outro em comparação com a eleição anterior.
No Reino Unido, o termo government refere-se apenas ao que é comumente conhecido nos Estados Unidos como executive branch (poder executivo) ou à administration (administração) específica.
Um governo local no Reino Unido é genericamente chamado de council (conselho), enquanto nos Estados Unidos um governo local é genericamente chamado de city (cidade), county (condado), village (vilarejo), etc., dependendo do tipo de entidade que o governo atende.

#### Negócios e finanças
Nas declarações financeiras, o que é chamado no AmE de revenue (receita) ou sales (vendas) é conhecido no BrE como turnover (rotatividade). No AmE, ter high turnover (alta rotatividade) em um contexto comercial geralmente traz implicações negativas, embora o significado exato seja diferente de acordo com o setor.
Para se dizer que uma empresa vai à falência, no BrE ela goes into administration [en] ou liquidation; no AmE ela goes bankrupt, ou files for Chapter 7 [en] (liquidação) ou Chapter 11 (reorganização). Já para um indivíduo ou sociedade insolvente usa-se go bankrupt tanto no BrE quanto no AmE.
Se uma empresa financeira toma posse de uma propriedade hipotecada de um devedor, isso é chamado de foreclosure [en] no AmE e repossession [en] no BrE. Em alguns cenários limitados, repossession pode ser usado no AmE, mas é muito menos comum em comparação com foreclosure. Uma exceção comum no AmE é para automóveis, que sempre são chamados de repossessed. De fato, um agente que recolhe esses carros para o banco é coloquialmente conhecido no AmE como repo man.

#### Emprego e recrutamento
No BrE, o termo curriculum vitae (comumente abreviado como CV) é usado para descrever o documento preparado pelos candidatos contendo suas credenciais necessárias para um emprego.  No AmE, o termo résumé é mais comumente usado, sendo que CV é usado principalmente em contextos acadêmicos ou de pesquisa, e geralmente é mais abrangente do que résumé.

#### Seguros
O AmE faz distinção entre coverage (cobertura) como substantivo e cover (cobrir) como verbo; um americano procura comprar cobertura de seguro suficiente para cobrir adequadamente um determinado risco.  O BrE usa a palavra cover tanto para o substantivo quanto para o verbo.

#### Transporte
Os falantes de AmE se utilizam de transportation e os falantes de BrE de transport. (Transportation no Reino Unido significa tradicionalmente a punição de criminosos por deportação para uma colônia penal no exterior). No AmE, a palavra transport geralmente é usada apenas como verbo, raramente como substantivo ou adjetivo, exceto em referência a certos objetos especializados, como tape transport ou military transport (por exemplo, um transporte de tropas, um tipo de veículo, não um ato de transporte).

##### Transporte rodoviário
As diferenças de terminologia são especialmente óbvias no contexto das estradas. O termo britânico dual carriageway (pista dupla), na linguagem americana, seria divided highway (rodovia dividida) ou, talvez, simplesmente highway (rodovia). A central reservation (reserva central) em uma motorway (autoestrada) ou dual carriageway (pista dupla) no Reino Unido seria a median ou center divide em uma freeway (autoestrada), expressway (via expressa), highway (rodovia) ou parkway (via pública) nos EUA. As pistas de mão única que possibilitam entrar e sair dessas estradas em um ponto intermediário sem interromper o fluxo de tráfego são conhecidas como slip roads no Reino Unido, mas nos EUA elas são normalmente conhecidas como "ramps" e ambos fazem distinção entre "on-ramps" ou "on-slips" (para entrar em uma rodovia/estrada) e "off-ramps" ou "exit-slips" (para sair de uma rodovia/estrada). Quando os engenheiros americanos falam de slip roads, eles estão se referindo a uma rua que corre ao lado da estrada principal (separada por uma faixa) para permitir o acesso fora da rodovia às instalações que estão lá. No entanto, o termo frontage road [en] é mais comumente usado, pois esse termo é o equivalente a service road no Reino Unido. No entanto, não é incomum que um americano use também service road em vez de frontage road.
No Reino Unido, o termo outside lane (pista externa) se refere à overtaking lane (pista de ultrapassagem) de maior velocidade (passing lane nos EUA) mais próxima do centro da estrada, enquanto inside lane (pista interna) se refere à pista mais próxima da borda da estrada. Nos EUA, outside lane é usado somente no contexto de uma curva e, nesse caso, depende da direção em que a estrada está virando (ou seja, se a estrada dobra à direita, a pista esquerda é a outside lane, mas se a estrada dobra à esquerda, é a pista direita). Ambas também se referem a faixas "lentas" e "rápidas" (embora todas as velocidades reais do tráfego possam estar no limite de velocidade legal ou próximo a ele).
No Reino Unido, drink driving refere-se a dirigir após ter consumido bebidas alcoólicas, enquanto nos EUA o termo é drunk driving. O termo legal nos EUA é driving while intoxicated (DWI) ou driving under the influence (of alcohol) (DUI). A expressão legal equivalente no Reino Unido é drunk in charge of a motor vehicle (DIC) ou, mais comumente, driving with excess alcohol.
No Reino Unido, um hire car é o equivalente americano de um rental car (carro alugado). O termo hired car pode ser especialmente enganoso para quem mora nos EUA, onde hire é geralmente aplicado apenas ao emprego de pessoas e rent é aplicado à custódia temporária de bens. Para um americano, hire car implicaria que o carro foi contratado por uma organização como se fosse uma pessoa, o que soaria sem sentido.
No Reino Unido, um saloon é um veículo equivalente ao americano sedan. Isso é particularmente confuso para os americanos, porque nos EUA o termo saloon é usado em apenas um contexto: para descrever um bar antigo (pub do Reino Unido) no oeste americano (um Western saloon). "Coupé" é usado por ambos para se referir a um carro de duas portas, mas geralmente é pronunciado com duas sílabas no Reino Unido (pronúncia em inglês: [kuˈpeɪ]) e uma sílaba nos EUA (pronúncia em inglês: [ˈkup]).
No Reino Unido, van pode se referir a um veículo pesado de qualquer tamanho, enquanto nos Estados Unidos, van só é entendido como um furgão muito pequeno e quadrado (como em moving van, van de mudanças) ou um automóvel de passageiros longo com várias fileiras de assentos (como uma minivan). Um caminhão usado para transporte de carga quase sempre é chamado de truck nos EUA, embora termos alternativos, como eighteen-wheeler (caminhão de 18 rodas), possam ser ouvidos ocasionalmente (independentemente do número real de pneus no caminhão).
No Reino Unido, um silencer (silenciador) é o equivalente ao muffler dos EUA. Nos EUA, a palavra silencer tem apenas um significado: um acessório no cano de uma arma projetado para interromper o estalo característico de um tiro.
Termos específicos de peças automotivas [en] e transporte têm nomes diferentes nos dois dialetos, por exemplo:
| Reino Unido                            | EUA                                                    | Equivalência em português                |
| -------------------------------------- | ------------------------------------------------------ | ---------------------------------------- |
| accelerator                            | gas pedal, accelerator                                 | pedal do acelerador                      |
| accumulator                            | battery                                                | bateria                                  |
| bendy bus                              | articulated bus                                        | ônibus/autocarro articulado              |
| bonnet                                 | hood                                                   | capô                                     |
| boot (of a car)                        | trunk (of a car)                                       | porta-malas (de um carro/automóvel)      |
| breakdown lorry                        | tow truck                                              | caminhão/camião de reboque, guincho      |
| car journey                            | road trip                                              | viagem de carro/auto                     |
| car park                               | parking lot                                            | estacionamento/parqueamento              |
| (railway) coach, carriage              | (railroad) passenger car                               | vagão de passageiros (ferroviário)       |
| crash barrier                          | guardrail                                              | guarda-corpo, balaustrada                |
| driving licence                        | driver's license                                       | carteira de motorista, carta de condução |
| dual carriageway                       | divided highway                                        | pista dupla, via com duas faixas         |
| estate car                             | station wagon                                          | perua, carrinha                          |
| exhaust pipe                           | tail pipe, exhaust                                     | tubo/cano de escapamento                 |
| fire engine                            | fire truck, fire engine                                | carro/viatura de bombeiros               |
| flyover                                | overpass, flyover                                      | viaduto                                  |
| gearbox                                | transmission                                           | caixa de câmbio/velocidades              |
| gear lever                             | gear shift, shifter                                    | alavanca de câmbio/velocidades           |
| give way                               | yield                                                  | dar passagem/preferência                 |
| goods train                            | freight train                                          | trem de carga, comboio de mercadorias    |
| goods wagon/truck                      | freight car                                            | vagão de carga/mercadorias               |
| hard shoulder                          | shoulder                                               | faixa de emergência                      |
| hired car, hire car                    | rental car, rental                                     | carro alugado                            |
| hood, soft/hard top                    | convertible top, soft/hard top                         | capota conversível/retráctil             |
| indicator                              | turn signal; blinker                                   | sinalizador de direção, pisca            |
| juggernaut, lorry                      | semi, semi-truck, 18-wheeler, big rig, tractor-trailer | semirreboque, camião                     |
| jump lead                              | jumper cable                                           | cabo de ligação                          |
| junction                               | fork (in the road)                                     | bifurcação (na estrada)                  |
| lorry                                  | truck                                                  | caminhão/camião                          |
| articulated lorry                      | semi-trailer truck, semi                               | caminhão/camião articulado               |
| manual                                 | stick shift, manual                                    | câmbio manual                            |
| marshalling yard                       | classification yard                                    | pátio de triagem                         |
| metalled road                          | cobblestone road, paved road                           | estrada pavimentada                      |
| motorway                               | freeway, highway, expressway                           | rodovia, autoestrada                     |
| mudguard, wheel arch, wing             | fender                                                 | para-choque                              |
| number plate                           | license plate                                          | placa do carro                           |
| overtake (a vehicle)                   | pass (a vehicle)                                       | ultrapassar (um veículo)                 |
| pavement, footpath                     | sidewalk, pavement                                     | calçada, passeio                         |
| pedestrian crossing                    | crosswalk                                              | faixa de pedestres, passadeira           |
| petrol                                 | gasoline, gas                                          | gasolina                                 |
| police car                             | patrol car, cop car, police car                        | carro de polícia, viatura policial       |
| public transport                       | public transportation, public transit, mass transit    | transporte coletivo                      |
| racing car                             | racecar                                                | carro/automóvel de corrida               |
| railway                                | railroad                                               | ferrovia                                 |
| roadworks                              | construction zone, roadwork                            | obras na estrada                         |
| saloon                                 | sedan                                                  | sedã                                     |
| silencer                               | muffler                                                | silenciador                              |
| single carriageway                     | undivided highway                                      | pista simples/de rodagem única           |
| spanner                                | wrench                                                 | chave-inglesa                            |
| taxi                                   | cab, taxi, taxicab                                     | táxi                                     |
| ticking over                           | idling                                                 | ponto morto, marcha lenta                |
| traffic light (vermelho, âmbar, verde) | stoplight (vermelho, amarelo, verde)                   | semáforo                                 |
| tram                                   | streetcar, trolley                                     | bonde                                    |
| transport café                         | truck stop                                             | parada de caminhão, paragem dos camiões  |
| tyre                                   | tire                                                   | pneu                                     |
| underground (tube)                     | subway, metro (veja as variações abaixo)               | metrô                                    |
| windscreen                             | windshield                                             | para-brisa                               |
| car valeting                           | auto detailing                                         | detalhamento de automóveis               |

##### Transporte ferroviário
Também há diferenças de terminologia no contexto do transporte ferroviário. A mais conhecida é railway no Reino Unido e railroad na América do Norte, mas há várias outras. Uma railway station (estação ferroviária) no Reino Unido é uma railroad station nos EUA, enquanto que train station (estação de trem) é usada em ambos. Os trens têm drivers (motoristas) no Reino Unido, enquanto que na América os trens são conduzidos por engineers (engenheiros); os trens têm guards (guardas) no Reino Unido e conductors (condutores) nos EUA, embora o último também seja comum no Reino Unido. Um local onde dois trilhos se encontram é chamado de um conjunto de points no Reino Unido e de switch nos EUA; e um local onde uma estrada cruza uma linha férrea no nível do solo é chamado de level crossing no Reino Unido e de grade crossing ou railroad crossing nos Estados Unidos. No Reino Unido, o termo sleeper é usado para os dispositivos que suportam o peso dos trilhos e são conhecidos como ties ou crossties nos Estados Unidos. Em um contexto ferroviário, sleeper (mais frequentemente, sleeper car) seria entendido nos EUA como um vagão ferroviário com dormitórios para seus passageiros. O termo britânico platform [en] no sentido de "The train is at Platform 1" (O trem está na plataforma 1) seria conhecido nos EUA pelo termo track (trilho) e usado na frase The train is on Track 1 (O trem está no trilho 1). O termo britânico brake van ou guard's van é um caboose nos EUA. A frase em inglês americano All aboard (Todos a bordo) ao embarcar em um trem raramente é usada no Reino Unido, e quando o trem chega à sua parada final, no Reino Unido a frase usada pela equipe ferroviária é All change (Todos trocam), enquanto nos EUA é All out (Todos fora), embora esses anúncios sejam incomuns em ambas as regiões.
Em relação às redes ferroviárias subterrâneas, embora underground seja comumente usado no Reino Unido, apenas o London Underground realmente leva esse nome: o único outro sistema desse tipo no Reino Unido, o menor Glasgow Subway, foi de fato o primeiro a ser chamado de subway. No entanto, tanto o subway quanto o metro são agora mais comuns nos EUA, variando de acordo com a cidade: em Washington D.C., por exemplo, usa-se metro, enquanto na cidade de Nova York prefere-se subway. Outra variação é o T em Boston.

#### Televisão
Tradicionalmente, um show na televisão britânica se referia a um programa de entretenimento leve (BrE programme) com um ou mais artistas e um público participativo, enquanto na televisão americana o termo é usado para qualquer tipo de programa. Tradicionalmente, o inglês britânico se referia a outros tipos de programa por seu tipo, como drama, seriado etc., mas o termo show agora assumiu o significado americano generalizado. Na televisão americana, os episódios de um programa transmitido pela primeira vez em um determinado ano constituem uma season (temporada), enquanto a duração total do programa - que pode abranger várias temporadas - é chamada de series (série). Na televisão britânica, por outro lado, a palavra series pode se aplicar aos episódios de um programa em um ano específico, por exemplo, The 1998 series of Grange Hill [en], bem como a toda a série. No entanto, a série inteira pode ocasionalmente ser chamada de show. O termo telecast, que significa transmissão de televisão e é incomum até mesmo nos EUA, não é usado no inglês britânico. Um programa de televisão seria broadcast, aired ou shown tanto no Reino Unido quanto nos EUA.

#### Telecomunicações
Uma chamada de longa distância [en] é uma trunk call em inglês britânico, mas uma toll call em inglês americano, embora nenhum dos termos seja bem conhecido entre os americanos mais jovens. A distinção é resultado de diferenças históricas na forma como o serviço local era cobrado; a Bell System tradicionalmente cobrava uma tarifa fixa pelas chamadas locais em todos os mercados, com exceção de alguns, subsidiando o serviço local por meio da cobrança de tarifas mais altas, ou pedágios (tolls), para chamadas interurbanas, permitindo que as chamadas locais parecessem ser gratuitas. O British Telecom (e o British Post Office antes dele) cobrava por todas as chamadas, locais e de longa distância, portanto, rotular uma classe de chamada como "toll" não teria sentido.
Da mesma forma, um número toll-free (gratuito) nos Estados Unidos é um número freephone no Reino Unido. O termo freefone é uma marca registrada da BT.

#### Rios
No inglês britânico, o nome de um rio geralmente é colocado após a palavra (River Thames); no entanto, há um pequeno número de exceções, como Wick River [en]. No inglês americano, o nome é colocado antes da palavra (Hudson River).

## Gramática

### Concordância sujeito-verbo
No inglês americano (AmE), os substantivos coletivos são quase sempre singulares na construção: the committee was unable to agree (o comitê não conseguiu chegar a um acordo). No entanto, quando um falante deseja enfatizar que os indivíduos estão agindo separadamente, um pronome no plural pode ser empregado com um verbo no singular ou no plural: the team takes their seats, em vez de the team takes its seats (a equipe toma seus lugares). Essa frase provavelmente seria reformulada como the team members take their seats (os membros da equipe tomam seus assentos). Apesar de exceções, como o uso no The New York Times, os nomes de equipes esportivas geralmente são tratados como plurais, mesmo que a forma do nome seja singular.No inglês britânico (BrE), os substantivos coletivos podem assumir formas verbais no singular (formal agreement) ou no plural (notional agreement), de acordo com a ênfase no corpo como um todo ou nos membros individuais, respectivamente; compare a committee was appointed (um comitê foi nomeado) com the committee were unable to agree (o comitê não conseguiu chegar a um acordo).:23 O termo the Government sempre usa um verbo no plural na convenção do serviço civil britânico, talvez para enfatizar o princípio da responsabilidade coletiva do gabinete [en]. Compare também os seguintes versos da música "Oliver's Army [en]" de Elvis Costello: Oliver's Army is here to stay / Oliver's Army are on their way (O Exército de Oliver está aqui para ficar / O Exército de Oliver está a caminho). Alguns desses substantivos, por exemplo, "staff",:24 na verdade combinam com verbos no plural na maioria das vezes.A diferença ocorre para todos os substantivos de multidão, tanto termos gerais, como ''team'' e ''company'', quanto substantivos próprios (como quando um nome de lugar é usado para se referir a uma equipe esportiva). Por exemplo,

BrE: SuperHeavy is a band that shouldn't work (O SuperHeavy é uma banda que não deveria funcionar) ou First Aid Kit are a band full of contradictions (O First Aid Kit é uma banda cheia de contradições); AmE: The Clash is a well-known band (The Clash é uma banda bem conhecida).
BrE: FC Red Bull Salzburg is an Austrian association football club (FC Red Bull Salzburg é um clube de futebol austríaco); AmE: The New York Red Bulls are an American soccer team (Os New York Red Bulls são um time de futebol americano).
Substantivos próprios que são plurais na forma assumem um verbo no plural tanto no AmE quanto no BrE; por exemplo, The Beatles are a well-known band (Os Beatles são uma banda bem conhecida); The Diamondbacks are the champions (Os Diamondbacks são os campeões), com uma grande exceção: no inglês americano, the United States é quase universalmente usado com um verbo no singular. Embora a construção the United States are (os Estados Unidos são) tenha sido mais comum no início da história do país, à medida que o governo federal singular exerceu mais autoridade e uma identidade nacional singular se desenvolveu (especialmente após a Guerra Civil Americana), tornou-se padrão tratar the United States como um substantivo singular.

## Estilo

### Uso dethatewhichem orações relativas restritivas e não restritivas
Em geral, uma oração relativa não restritiva (também chamada de não definidora ou suplementar) é aquela que contém informações suplementares, ou seja não altera o significado do restante da frase, enquanto uma cláusula relativa restritiva (também chamada de definidora ou integrada) contém informações essenciais para o significado da frase, limitando efetivamente o sintagma nominal modificado a um subconjunto definido pela cláusula relativa. Um exemplo de uma cláusula restritiva é "The dog that bit the man was brown" (O cachorro que mordeu o homem era marrom). Um exemplo de cláusula não restritiva é "The dog, which bit the man, was brown" (O cachorro o qual mordeu o homem era marrom). Na primeira, "that bit the man" identifica de qual cachorro se trata a declaração. Na segunda, "which bit the man" fornece informações complementares sobre um cão conhecido. Uma cláusula relativa não restritiva normalmente é separada por vírgulas, enquanto uma cláusula relativa restritiva não é, mas essa não é uma regra universalmente observada. Na fala, isso também se reflete na entonação. Os escritores geralmente usam "which" para introduzir uma cláusula não restritiva e "that" para introduzir uma cláusula restritiva, that raramente é usado para introduzir uma oração relativa não restritiva em prosa. "Which" e "that" são comumente usados para introduzir uma cláusula restritiva, um estudo realizado em 1977 relatou que cerca de 75% das ocorrências de "which" estavam em cláusulas restritivas.
H. W. Fowler, em A Dictionary of Modern English Usage de 1926, seguiu outros ao sugerir que seria preferível usar which como pronome não restritivo (o que ele chama de "não definidor") e that como pronome restritivo (o que ele chama de definidor), mas ele também afirmou que essa regra não era observada nem pela maioria nem pelos melhores escritores. Ele deu a entender que seu uso sugerido era mais comum no inglês americano. Fowler observa que seu uso recomendado apresenta problemas, em particular o fato de que that deve ser a primeira palavra da cláusula, o que significa, por exemplo, que which não pode ser substituído por that quando segue imediatamente uma preposição (por exemplo, "the basic unit from which matter is constructed") - embora isso não impeça uma preposição encalhada (por exemplo, "the basic unit that matter is constructed from").
Os guias de estilo dos prescritivistas americanos, como Bryan Garner, normalmente insistem, por razões estilísticas, que that seja usado para orações relativas restritivas e which seja usado para orações não restritivas, referindo-se ao uso de which em orações restritivas como um "erro".  De acordo com a edição de 2015 do Fowler's Dictionary of Modern English Usage, No AmE which geralmente "não é usado em orações restritivas, e esse fato é então interpretado como a regra absoluta de que apenas that pode introduzir uma cláusula restritiva", enquanto no BrE "tanto that quanto which podem ser usados em cláusulas restritivas", mas muitos britânicos "acreditam que that é obrigatório".

### Subjuntivo
O modo subjuntivo [en] é mais comum no inglês americano coloquial do que no inglês britânico coloquial.

## Escrita

### Grafia
Antes do início do século XVIII, a ortografia inglesa [en] não era padronizada. Diferentes padrões tornaram-se perceptíveis após a publicação de influentes dicionários. Em sua maior parte, as grafias atuais do BrE seguem as do A Dictionary of the English Language (1755) de Samuel Johnson, enquanto as grafias do AmE seguem as do An American Dictionary of the English Language [en] (1828) de Noah Webster. No Reino Unido, a influência daqueles que preferiam a grafia francesa de certas palavras foi decisiva. Em muitos casos, a ortografia do AmE se desviou da ortografia britânica convencional, por outro lado, também manteve com frequência formas mais antigas. Muitas das grafias agora características do AmE foram popularizadas, embora muitas vezes não tenham sido criadas, por Noah Webster. Webster escolheu grafias alternativas já existentes "por motivos como simplicidade, analogia ou etimologia". Webster tentou introduzir algumas reformas ortográficas [en], assim como o Simplified Spelling Board [en] no início do século XX, mas a maioria não foi adotada. As mudanças ortográficas posteriores no Reino Unido tiveram pouco efeito na ortografia atual dos Estados Unidos e vice-versa.

### Pontuação

#### Pontos finais abreviações
Observa-se algumas tendências de diferenças transatlânticas no uso de pontos finais em algumas abreviações. Isso é discutido (em inglês) em en:Abbreviation § Periods (full stops) and spaces. Os símbolos de unidade, como kg e Hz, nunca são pontuados.

#### Parênteses/colchetes
No inglês britânico, as marcas "( )" são geralmente chamadas de brackets, enquanto "[ ]" são chamadas de square brackets e "{ }" são curly brackets. No inglês britânico formal e no inglês americano, as marcas "( )" são parentheses (singular: parenthesis), "[ ]" são chamadas de brackets ou square brackets e { } podem ser chamadas de curly brackets ou braces. Apesar dos nomes diferentes, esses sinais são usados da mesma forma em ambas as variedades.

#### Aspas
O inglês britânico e o americano diferem no estilo preferido de estilo de aspas [en], incluindo a colocação de vírgulas e pontos. No inglês americano, " e ' são chamados de quotation marks, enquanto no inglês britânico, os mesmos são chamados de inverted commas ou speech marks. Além disso, no inglês americano, o discurso direto normalmente usa as aspas duplas ( " ), enquanto no inglês britânico é comum usar a vírgula invertida ( ' ).

#### Vírgulas em manchetes
Os jornais americanos costumam usar a vírgula como abreviação de "and" em manchetes. Por exemplo, o The Washington Post tinha a manchete "A TRUE CONSERVATIVE: For McCain, Bush Has Both Praise, Advice".

## Expressões numéricas
Há muitas diferenças na escrita e na fala dos numerais na língua inglesa [en], a maioria das quais são questões de estilo, com a notável exceção de definições diferentes para bilhões.
Os dois países têm convenções diferentes para a numeração de andares. O Reino Unido usa uma mistura do sistema métrico e unidades imperiais, enquanto nos EUA, as unidades usuais dos Estados Unidos são dominantes na vida cotidiana, com alguns campos usando o sistema métrico.

### Valores monetários
As quantias monetárias na faixa de uma a duas unidades monetárias principais costumam ser faladas de forma diferente. No AmE, pode-se dizer "a dollar fifty" (um dólar e cinquenta) ou "a pound eighty" (uma libra e oitenta), enquanto no BrE esses valores seriam expressos como "one dollar fifty" e "one pound eighty". Para quantias acima de um dólar, o americano geralmente deixa de lado as denominações ou dá dólares e centavos, como em two-twenty ou two dollars and twenty cents para $2,20. Um americano não diria two dollars twenty. Por outro lado, no BrE, two-twenty ou two pounds twenty seria o mais comum.
É mais comum ouvir um falante de inglês britânico dizer "one thousand two hundred dollars" (mil e duzentos dólares) do que "a thousand and two hundred dollars", embora essa última construção seja comum no AmE. No inglês britânico, o "and" vem depois das centenas (one thousand, two hundred and thirty dollars). O termo twelve hundred dollars, popular no AmE, é usado com frequência no BrE, mas somente para múltiplos exatos de 100 até 1.900. Os falantes do BrE raramente ouvem valores acima de 1.900 expressos em centenas, por exemplo, twenty-three hundred (vinte e três centenas). No AmE, não seria incomum referir-se a um número alto e desigual, como 2.307, como twenty-three hundred and seven.
No BrE, especialmente em propagandas de televisão ou rádio, os números inteiros podem ser pronunciados individualmente na expressão de valores. Por exemplo, on sale for £399 pode ser expresso como on sale for three nine nine, embora a expressão completa three hundred 'and ninety-nine pounds seja pelo menos tão comum. Um anunciante americano quase sempre diria on sale for three ninety-nine, com o contexto distinguindo $399 de $3.99. No inglês britânico, a última pronúncia implica um valor em libras e pence, portanto, three ninety-nine seria entendido como £3,99.
No inglês britânico falado, a palavra pound às vezes também é usada coloquialmente para o plural. Por exemplo, "three pound forty" (três libras e quarenta) e "twenty pound a week" (vinte libras por semana) são ambas ouvidas no inglês britânico. Algumas outras moedas não mudam no plural, como o iene e o rand. Isso se soma ao uso adjetivo normal, como em a twenty-pound-a-week pay-rise (um aumento de salário de vinte libras por semana). O euro [en] na maioria das vezes assume um plural regular -s na prática, apesar da determinação da UE de que ele deve permanecer invariável em contextos formais, o uso invariável é mais comum na Irlanda, onde é a moeda oficial.
No BrE, o uso de p em vez de pence é comum no uso falado. Cada uma das seguintes opções tem a mesma legitimidade: 3 pounds 12 p; 3 pounds and 12 p; 3 pounds 12 pence; 3 pounds and 12 pence; bem como apenas 8 p ou 8 pence. No uso cotidiano, a quantia é lida simplesmente como números (£3.50 = three pounds fifty), como no AmE.
O AmE usa palavras como nickel [en], dime e quarter para moedas pequenas. No BrE, o uso comum é a 10-pence piece ou a 10p piece ou simplesmente a 10p, para qualquer moeda abaixo de £1, pound coin e two-pound coin. O BrE tinha palavras específicas para várias moedas [en] antes da decimalização [en]. Nomes formais de moedas como "half crown" (2/6) e "florin" (2/-), bem como gírias ou nomes familiares como "bob" (1/-) e "tanner" (6d) para moedas pré-decimalização ainda são familiares aos falantes mais antigos do BrE, mas não são usados para moedas modernas. Em termos mais antigos, como two-bob bit (2/-) e thrupenny bit (3d), a palavra bit tinha uso comum antes da decimalização, semelhante ao de piece atualmente.
Para explicitar o valor em palavras em um cheque (AmE check e BrE cheque), os americanos escrevem three and 24⁄100, usando uma barra ou uma linha de divisão horizontal: eles não precisam escrever a palavra dollars, pois ela geralmente já está impressa no cheque. Em um cheque, os residentes do Reino Unido escreveriam three pounds and 24 pence, three pounds - 24 ou three pounds - 24p, pois a unidade monetária não está pré-impressa. Para dificultar emendas não autorizadas, é útil ter um terminador de expressão mesmo quando um número inteiro de dólares/libras estiver em uso: assim, os americanos escreveriam three and 00⁄100 ou three and no⁄100 em um cheque de três dólares (para que não possa ser facilmente alterado para, por exemplo, three million), e os residentes do Reino Unido escreveriam three pounds only.

### Datas
As datas geralmente são escritas de forma diferente no formato curto (numérico). O dia de Natal de 2000, por exemplo, é 25/12/00 ou 25.12.00 no Reino Unido e 12/25/00 nos Estados Unidos, embora os formatos 25/12/2000, 25.12.2000 e 12/25/2000 tenham agora mais validade do que tinham antes de 2000. Ocasionalmente, outros formatos são encontrados, como o ISO 8601 2000-12-25, popular entre programadores, cientistas e outros que buscam evitar ambiguidade e fazer com que a ordem alfanumérica coincida com a ordem cronológica. A diferença na ordem de datas em formato curto pode levar a mal-entendidos, especialmente quando se usa software ou equipamento que usa o formato estrangeiro. Por exemplo, 06/04/05 pode significar 4 de junho de 2005 (se lido no formato dos EUA), 6 de abril de 2005 (se visto no formato do Reino Unido) ou até mesmo 5 de abril de 2006, se considerado um formato mais antigo, no estilo da ISO 8601, em que eram permitidos anos de dois dígitos.
Ao usar o nome do mês em vez do número para escrever uma data no Reino Unido, o estilo padrão recente é que o dia preceda o mês, por exemplo, 21 April. O mês precedendo a data é quase invariavelmente o estilo nos EUA e era comum no Reino Unido até o final do século XX. O uso britânico normalmente muda o dia de um número inteiro para um ordinal, ou seja, 21st em vez de 21. Na fala, "of" e "the" são usados no Reino Unido, como em "the 21st of April". Na linguagem escrita, as palavras "the" e "of" podem ser e geralmente são omitidas, ou seja, 21st April. Os EUA diriam isso como "April 21st", e essa forma ainda é comum no Reino Unido. Uma das poucas exceções no inglês americano é dizer "the Fourth of July" como abreviação para o Dia da Independência dos Estados Unidos. Nas forças armadas dos EUA, as formas britânicas são usadas, mas o dia é lido cardinalmente, enquanto entre alguns falantes das variedades da Nova Inglaterra e do Sul dos EUA e que vêm dessas regiões, mas vivem em outros lugares, essas formas são comuns, mesmo em contextos formais.
Frases como as seguintes são comuns no Reino Unido, mas geralmente são desconhecidas nos EUA: "A week today", "a week tomorrow", "a week (on) Tuesday" e "Tuesday week"; todas elas se referem a um dia que está a mais de uma semana no futuro. "A fortnight Friday" e "Friday fortnight" referem-se a um dia duas semanas após a próxima sexta-feira. "A week on Tuesday" e "a fortnight on Friday" podem se referir a um dia no passado ("it's a week on Tuesday, you need to get another one") ou no futuro ("see you a week on Tuesday"), dependendo do contexto. Nos EUA, a construção padrão é "a week from today" (uma semana a partir de hoje), "a week from tomorrow" (uma semana a partir de amanhã) etc. Os falantes de BrE também podem dizer "Thursday last" ou "Thursday gone", enquanto os falantes de AmE preferem "last Thursday". "I'll see you (on) Thursday coming" ou "let's meet this coming Thursday" em BrE se referem a uma reunião na quinta-feira desta semana, enquanto "not until Thursday next" se refere à próxima semana. No BrE, também é comum o uso do termo "Thursday after next" ou "week after next", que significa duas semanas no futuro, e "Thursday before last" e "week before last", que significam duas semanas no passado, mas não quando se referem a períodos de mais de duas semanas passadas ou não, ou quando se usam os termos tomorrow, today ou yesterday, pois no BrE você diria "5 weeks on Tuesday" ou "2 weeks yesterday".

### Hora
O horário de 24 horas [en] (18:00, 18.00 ou 1800) é considerado normal no Reino Unido e na Europa em muitas aplicações, incluindo horários de aviões, trens e ônibus. Nos Estados Unidos, ele não é usado em grande parte fora das aplicações militares, policiais, de aviação e médicas. Como resultado, muitos americanos se referem ao relógio de 24 horas como military time. Alguns guias de estilo do inglês britânico recomendam o ponto final (.) ao dizer as horas, em comparação com o inglês americano, que usa dois-pontos (:) (ou seja, 11:15 PM/pm/p.m. ou 23:15 para o AmE e 11.15 pm ou 23.15 para o BrE). Normalmente, nas aplicações militares (e às vezes na polícia, aviação e medicina) em ambos os lados do Atlântico, 0800 e 1800 são lidos como (oh/zero) eight hundred e eighteen hundred horas, respectivamente. Mesmo no Reino Unido, hundred segue twenty, twenty-one, twenty-two e twenty-three quando se lê "2000", "2100", "2200" e "2300", de acordo com esses registros.
Quinze minutos após a hora é chamado de quarter past no uso britânico e a quarter after ou, menos comumente, a quarter past no uso americano. Quinze minutos antes da hora é normalmente chamado de quarter to no uso britânico e a quarter of, a quarter to ou a quarter 'til no uso americano; a forma a quarter to está associada a partes do norte dos Estados Unidos, enquanto a quarter 'til ou till é encontrada principalmente na região dos Apalaches. Trinta minutos depois da hora é comumente chamado de half past no BrE e no AmE, half after costumava ser mais comum nos EUA. Na fala informal britânica, a preposição às vezes é omitida, de modo que 5:30 pode ser chamado de half five, essa construção é totalmente estranha para os falantes dos EUA, que possivelmente interpretariam half five como 4:30 (metade do caminho para 5:00) em vez de 5:30. As formações AmE top of the hour e bottom of the hour não são usadas no BrE. Formas como eleven forty são comuns em ambas as variedades. Para ser simples e direto ao dizer as horas, não são usados termos relacionados a quinze ou trinta minutos antes/depois da hora, em vez disso, a hora é dita exatamente como, por exemplo, nine fifteen, ten forty-five.

### Percentuais esportivos
Nas estatísticas esportivas, certas porcentagens, como as dos recordes de vitórias ou vitórias-perdas [en] e defesas [en] no hóquei no campo ou no gelo e no futebol, são quase sempre expressas como uma proporção decimal com três casas no AmE e geralmente são lidas em voz alta como se fossem números inteiros, por exemplo, (0).500 ou five hundred, daí a frase games/matches over five hundred (jogos/partidas acima de quinhentos), enquanto no BrE eles também são expressos, mas como porcentagens verdadeiras, depois de multiplicar o decimal por 100%, ou seja, 50% ou "fifty per cent" e "games/matches over 50% ou 50 per cent" (jogos/partidas acima de 50%). No entanto, games/matches over 50% ou 50 percent também é encontrado no AmE, embora esporadicamente, por exemplo, porcentagens de rebatidas no vôlei.
A prática americana de expressar as chamadas porcentagens em estatísticas esportivas como decimais originou-se com a média de rebatidas do beisebol, desenvolvida pelo estatístico e historiador inglês Henry Chadwick [en].

## Citações
1. ↑  Até mesmo no vocabulário. "Um leitor britânico da Time ou da Newsweek notaria expressões nitidamente americanas apenas algumas vezes em qualquer página, o que corresponde às poucas expressões nitidamente britânicas que um leitor americano da The Economist notaria." Edward Finegan em "Language in the USA: Themes for the Twenty-first Century". Eds Charles Albert Ferguson, Edward Finegan, Shirley Brice Heath, John R. Rickford (Cambridge University Press, 2004). p. 29. Consulte também: David Crystal, The Cambridge Encyclopedia of the English Language (Cambridge University Press, 2003), p. 304.
2. ↑  Sokolowski, Peter. «Soop vs. Soup» (Video). Merriam-Webster. Consultado em 4 de janeiro de 2015. Cópia arquivada em 4 de janeiro de 2015. Noah Webster: o homem que mudou a forma como soletramos... até certo ponto.
3. ↑  Consulte, por exemplo, Krueger CL, Stade G, Karbiener K, Encyclopedia of British Writers: 19th and 20th Centuries (em inglês), Book Builders LLC Infobase Publishing ISBN 0816046700, p. 309
4. ↑  «rubber, definition 3». Macmillan Dictionary (em inglês). Consultado em 30 de setembro de 2013. Cópia arquivada em 17 de outubro de 2014
5. ↑  «rightward - Definition of rightward in English by Oxford Dictionaries». Oxford Dictionaries - English (em inglês). Consultado em 29 de setembro de 2018. Cópia arquivada em 22 de maio de 2018
6. ↑  «upward - Definition of upward in English by Oxford Dictionaries». Oxford Dictionaries - English (em inglês). Consultado em 29 de setembro 2018. Cópia arquivada em 22 de maio de 2018
7. ↑  «forward - Definition of forward in English by Oxford Dictionaries». Oxford Dictionaries - English (em inglês). Consultado em 29 de setembro de 2018. Cópia arquivada em 25 de setembro de 2016
8. ↑  «Cookbook is now often used in BrE». Oup.com (em inglês). Consultado em 7 de novembro de 2010. Cópia arquivada em 16 de maio de 2008
9. ↑  «bill». Oxford Living Dictionaries - English (em inglês). Consultado em 30 de dezembro de 2018. Cópia arquivada em 25 de setembro de 2016
10. ↑  Churchill, Winston (1948-1954). The Second World War, Volume 3: The Grand Alliance (em inglês). London: Cassell. ISBN 978-0141441740
11. ↑  Cunningham, John. «Why Do Some People Call Football "Soccer"?». Britannica (em inglês). Consultado em 4 de agosto de 2020. Cópia arquivada em 31 de janeiro 2022. Uma das mais conhecidas é que soccer é um americanismo.
12. ↑  «This Guide To British Sayings and Slang Will Have You Chitchatting With Charles III in a Snap». Matador Network (em inglês)
13. ↑  «While and whilst - English Grammar Today - Cambridge Dictionary». dictionary.cambridge.org (em inglês). Cambridge University Press 2019. Consultado em 4 de maio de 2019
14. ↑  «fall, n.1.». OED Online (em inglês). Oxford University Press. Dezembro de 2016
15. ↑  «PM's Press Conference» (em inglês). 10 Downing Street. 26 de julho de 2005. Consultado em 27 de abril de 2007. Cópia arquivada em 16 de abril de 2007
16. ↑  «queue». Cambridge English Dictionary (em inglês). Cambridge University Press. Consultado em 23 de outubro de 2022. Cópia arquivada em 25 de maio de 2022
17. ↑  Minzesheimer, Bob (22 de dezembro de 2008). «Dickens' classic 'Christmas Carol' still sings to us». USA Today (em inglês). Consultado em 4 de maio de 2010. Cópia arquivada em 6 de novembro de 2009
18. ↑  «Americanisms: 50 of your most noted examples». BBC News (em inglês). 20 de julho de 2011. Consultado em 13 de agosto de 2020. Cópia arquivada em 26 de julho de 2020
19. ↑  «put/stick your oar in». Cambridge Advanced Learner's Dictionary (em inglês). Cambridge University Press. Consultado em 6 de dezembro de 2010. Cópia arquivada em 9 de julho de 2011
20. ↑  «(not) a ha'porth of difference». Cambridge Advanced Learner's Dictionary (em inglês). Cambridge University Press. Consultado em 6 de dezembro de 2010. Cópia arquivada em 4 de agosto de 2010
21. ↑  «two cents/two cents' worth». Cambridge Dictionary of American English (em inglês). Cambridge University Press. Consultado em 6 de dezembro de 2010. Cópia arquivada em 7 de agosto de 2011
22. ↑  «Drop». Mirriam-Webster's Learner's Dictionary (em inglês). Mirriam-Webster. Consultado em 6 de dezembro de 2010. Cópia arquivada em 14 de setembro de 2010
23. ↑  «"Could Care Less" Versus "Couldn't Care Less"». Quickanddirtytips.com (em inglês). Consultado em 29 de setembro de 2018. Cópia arquivada em 16 de julho de 2013
24. ↑  «The "poke" in "slowpoke"». Grammarphobia (em inglês). 6 de maio de 2013. Consultado em 21 de outubro de 2018. Cópia arquivada em 21 de outubro de 2018
25. ↑  David Else (2007). British language & culture (em inglês). [S.l.]: Lonely Planet. ISBN 9781864502862
26. ↑  «Education and Skills Act 2008» (em inglês). legislation.gov.uk. Consultado em 20 de julho de 2011. Cópia arquivada em 1 de agosto de 2017
27. ↑  Shelley College
28. ↑  ^ "public education". Dicionário de Inglês Oxford. Oxford, Inglaterra: Oxford University Press. 1971. "=PUBLIC 4b.
29. ↑  Gabay, J. Jonathan (2007). Gabay's Copywriters' Compendium: The Definitive Creative Writer's Guide (em inglês). [S.l.]: Elsevier
30. ↑  «Highway Code: Directgov-Travel and transport» (em inglês). Directgov. Consultado em 24 de agosto de 2010. Cópia arquivada em 6 de janeiro de 2011
31. 1 2 3 4 5 6 7 8  Baugh, Albert Croll; Cable, Thomas (1993). A History of the English Language (em inglês). [S.l.]: Routledge
32. 1 2 3  Blunt, Jerry (1994). Stage dialects. Internet Archive. [S.l.]: Woodstock, Ill. : Dramatic Pub. Co.
33. 1 2 3 4  Hargis, Toni Summers (1 de abril de 2007). Rules, Britannia: An Insider's Guide to Life in the United Kingdom (em inglês). [S.l.]: Macmillan
34. ↑  «driver's licence». merriam-webster.com (em inglês). Consultado em 8 de maio de 2019
35. 1 2 3  Hargis, Toni Summers (1 de abril de 2007). Rules, Britannia: An Insider's Guide to Life in the United Kingdom (em inglês). [S.l.]: Macmillan
36. ↑  White, E.B. (1997), One Man's Meat, ISBN 0-88448-192-1 (em inglês), p. 151
37. ↑  Cassidy, Frederic Gomes, and Joan Houston Hall (eds). (2002) Dictionary of American Regional English. (em inglês) Cambridge, MA: Harvard University Press.
38. ↑  Allan A. Metcalf (2000). How We Talk: American Regional English Today (em inglês). [S.l.]: Houghton Mifflin Harcourt. p. 90. ISBN 0-618-04362-4
39. ↑  «sedanc». Oxford English Dictionary (em inglês). Oxford, England: Oxford University Press. 1989. SALOON 4c. Chiefly N. Amer. (Not used in the UK)
40. ↑  «Celebrando o metrô de Glasgow aos 125 anos» (em inglês)
41. ↑  Chapman, James A. Grammar and Composition IV. 3d ed. Pensacola: A Beka Book, 2002.
42. ↑  "Os nomes de equipes esportivas, por outro lado, são tratados como plurais, independentemente da forma desse nome."
43. 1 2  Peters, Pam (2004). The Cambridge guide to English usage (em inglês). Cambridge: Cambridge University Press. ISBN 9780511487040
44. ↑  Houghton Mifflin Company (2006). The American Heritage Guide to Contemporary Usage and Style (em inglês). [S.l.]: Houghton Mifflin Harcourt. pp. 94–. ISBN 0-618-60499-5. Consultado em 29 de junho de 2014
45. ↑  Instructions to Secretaries of Committees, Cabinet Office, nd
46. ↑  Savage, Mark (14 de setembro de 2011). «Mick Jagger on SuperHeavy: 'Everyone subsumed their egos'». BBC News (em inglês). Consultado em 28 de maio de 2014
47. ↑  Sweeney, Sabrina (22 de novembro de 2012). «First Aid Kit: A band of contradictions». BBC News (em inglês). Consultado em 28 de maio de 2014
48. ↑  Winik, Jay (2001). April 1865: The month that saved America (em inglês). New York: Harper. pp. 379. ISBN 978-0-06-018723-1
49. 1 2 3  Garner, Bryan A. (2016). Garner's Modern English Usage (em inglês). [S.l.]: Oxford University Press. pp. 900–902. ISBN 978-0-19-049148-2
50. ↑  Huddleston, Rodney; Geoffrey K. Pullum (2002). The Cambridge Grammar of the English Language (em inglês). Cambridge; New York: Cambridge University Press. p. 1058. ISBN 0-521-43146-8
51. ↑  Merriam-Webster's Concise Dictionary of English Usage (em inglês). [S.l.]: Penguin. 2002. p. 728. ISBN 9780877796336
52. ↑  Fowler, H.W. (2010).  Crystal, David, ed. A Dictionary of Modern English Usage (em inglês). [S.l.]: Oxford University Press. pp. 684–685. ISBN 978-0-19-966135-0. [...] se os escritores concordassem em considerar that como o pronome relativo definidor, e which como o não definidor, haveria muito ganho em lucidez e facilidade. [...] mas seria ocioso fingir que essa é a prática da maioria ou dos melhores escritores.
53. ↑  Fowler, H.W. (2010).  Crystal, David, ed. A Dictionary of Modern English Usage (em inglês). [S.l.]: Oxford University Press. 685 páginas. ISBN 978-0-19-966135-0. O que os gramáticos dizem que deveria ser talvez tenha menos influência sobre o que deve ser do que até mesmo os mais modestos deles imaginam; o uso evolui por si só, pouco perturbado por seus gostos e desgostos. No entanto, a tentação de mostrar como poderia ter sido feito um uso melhor do material disponível às vezes é irresistível. Os termos ingleses, mais particularmente quando usados por escritores ingleses do que americanos, oferecem essa tentação.
54. ↑  Fowler, H. W. (2010).  Crystal, David, ed. A Dictionary of Modern English Usage (em inglês). [S.l.]: Oxford University Press. 685 páginas. ISBN 978-0-19-966135-0. [...] se os escritores concordassem em considerar that como o pronome relativo definidor, e which como o não definidor, haveria muito ganho em lucidez e facilidade. [...] mas seria ocioso fingir que essa é a prática da maioria ou dos melhores escritores.
55. ↑  Fowler, H.W. (2010).  Crystal, David, ed. A Dictionary of Modern English Usage (em inglês). [S.l.]: Oxford University Press. 685 páginas. ISBN 978-0-19-966135-0
56. ↑  Fowler, H.W. (2015).  Butterfield, Jeremy, ed. Fowler's Dictionary of Modern English Usage (em inglês). [S.l.]: Oxford University Press. pp. 808–809. ISBN 978-0-19-966135-0
57. ↑  Huddleston, Rodney D. (2002). The Cambridge Grammar of the English Language (em inglês). Geoffrey K. Pullum. Cambridge, UK: Cambridge University Press. ISBN 0-521-43146-8. OCLC 46641801
58. ↑  Algeo, John. "The Effects of the Revolution on Language", em A Companion to the American Revolution. John Wiley & Sons, 2008. p.599
59. ↑  International Bureau of Weights and Measures (2006). «The International System of Units (SI)» (PDF) (em inglês) 8ª ed. p. 130. ISBN 92-822-2213-6. Consultado em 16 de dezembro de 2021. Cópia arquivada (PDF) em 4 de junho de 2021
60. ↑  Crystal, David (2003), The Cambridge Encyclopedia of the English Language, ISBN 0-521-82348-X (em inglês) second ed. , Cambridge University Press, p. 278 "Ele também dá [...] pistas sobre a prosódia [...] por meio de recursos como pontos de interrogação, pontos de exclamação e parênteses".
61. ↑  «What are inverted commas?». Lexico Dictionaries | English (em inglês). Consultado em 7 de março de 2021. Cópia arquivada em 28 de março de 2020
62. ↑  «How to use inverted commas». BBC Bitesize (em inglês). Consultado em 6 de março de 2021
63. ↑  Greenslade, Roy (13 de fevereiro de 2008). «Headline Commas, Who Needs Them?». The Guardian (em inglês). London. Consultado em 9 de junho de 2011
64. ↑  Forsyth, Edith (7 de maio de 2023). «Monetary Value Overview & Examples». study.com (em inglês). Consultado em 7 de maio de 2023
65. ↑   Arquivado em 2012-03-26 no Wayback Machine (em inglês) veja o final do item numerado 9
66. ↑  Anne Waddingham, ed. (2014). «11. 3 Times of day». New Hart's rules: the Oxford style guide 2 ed. Oxford: Oxford University Press. ISBN 978-0-19-957002-7
67. ↑  «University of Oxford style guide». University of Oxford Public Affairs Directorate. 2016
68. ↑  «times». Guardian and Observer style guide. Guardian Media Group. 2017. Consultado em 10 de junho de 2020. Cópia arquivada em 9 de julho de 2017
69. ↑  Brunskill, Ian (2017). The Times Style Guide: A guide to English usage 2 ed. Glasgow: HarperCollins UK. ISBN 9780008146184. OCLC 991389792 Anteriormente disponível on-line: «The Times Online Style Guide». News UK. 2011. Cópia arquivada em 4 de agosto de 2011}
70. ↑  Trask, Larry (1997). «The Colon». Guide to Punctuation (em inglês). University of Sussex. Consultado em 21 de agosto de 2013. Cópia arquivada em 5 de agosto de 2013
71. ↑  Murray, Thomas E.; Simon, Beth Lee (2008). «Appalachian English: morphology and syntax». In:  Bernd Kortmann; Edgar W. Schneider. The Americas and the Caribbean (em inglês). 2. Berlin; New York: De Gruyter Mouton. pp. 401–427
72. ↑  «Why is 50% written .500 and said "five hundred" in sports?». Dear Sports Fan (em inglês). 25 de junho de 2015
73. ↑  «This week in Badger Volleyball: Oct. 3-10». Wisconsin Badgers (em inglês). University of Wisconsin. 5 de outubro de 2016. [...] atingiu mais de 36% em todas as quatro partidas da Big Ten nesta temporada, incluindo duas partidas com mais de 50%.